# 毒と薬の世界史
『毒と薬の世界史－ソクラテス、錬金術、ドーピング』は、薬学者船山信次の著書である。2008年に中公新書で発刊された。

## 概要
毒と薬には両面性があり、その物質が人間にとって毒になるか薬になるかは、人間の使い方次第であり、船山は「薬毒同源」と唱えている。本書では、古代から現代までの毒と薬の歴史を概観すると共に、時代時代の毒と薬のエピソードを紹介している。
また、同時に船山は、日本の医学、薬学が世界最高の水準にあることを認めつつ、医療システムについては完全に遅れをとっていることを本書で指摘している。日本の医療は、古代から江戸時代までは中国の医療を基本に改良が行われ、江戸時代になるとオランダの医療も取り入れている。明治になるとドイツ医療を取り入れるが、漢方医学を排除する。第二次世界大戦後はアメリカの医学に重きを置くという歴史的な経緯を述べ、その時代時代の都合で断片的、つまみ食い的に医療システムを取り入れ、排除したきたけっか、日本独自の総合的な発展がなかったことを船山は指摘する。
多くのエピソードが採り上げられており、説明もわかりやすいが、内容が多岐に渡っているために主題がやや薄まっている感もある。

## 紹介される事物・人物（一部）
- 毒と薬
  - コニイン - ソクラテスの処刑につかわれたドクニンジンの種子エキスに含まれる神経毒を有するアルカロイド
  - テリアカ -　紀元前3世紀ころに名前のあらわれた万能とされた解毒薬。
  - 麦角 - ライ麦に麦角菌が寄生してつくられる菌核は血行障害を起こして、ヨーロッパで、「聖アントニーの火」と呼ばれた病気をひきおこす。一方、子宮の収縮の促進や産後の出血防止の薬として利用された。
  - 鴆毒 - 有毒鳥の羽の毒とされた鴆毒に関して、従来、毒をもった鳥はいないとされたが、近年ニューギニアに生息する鳥にホモパトラコトキシンという毒を有することが報告されたことが紹介される。
  - 阿片 - 日本では麻薬ゲシの栽培が津軽藩で始められ、「津軽」が阿片の異名となったことや、津軽藩の売薬「一粒金丹」の名が紹介される。
  - マンドラゴラ - 「愛のリンゴ」とか「悪霊のやどるリンゴ」と呼ばれるナス科の植物。瞳孔拡大作用や向精神作用のあるアルカイド、アトロピンが含まれる。ジャンヌ・ダルクの異端の告訴状に記載された。
  - ベラドンナ - 散瞳効果を起こす薬としてシーボルトが日本にもたらし、土生玄碩が分与のために葵の門服を贈ったことからシーボルト事件の原因となる。
- 本草書・薬学書
  - 『エーベルス・パピルス』紀元前1552年のエジプトで書かれたと推定される医学書、約700種の動植物、鉱物の薬の記載がある。
  - 『マテリア・メディカ』 - ディオスコリデスによって紀元77年に著された本草書。958種の薬を記載する。
  - 『アユルヴェーダ』 - インドの宗教詩歌集、主に植物性の薬物の記載がある。
  - 『神農本草経』 - 後漢の時代に伝説上の人物神農が著したとされる本草書。
  - 『医心方』- 984年に丹波康頼により朝廷に献上された医書、戦国時代に半井瑞策に下賜され、半井家に伝わり1982年国が買い上げ、国宝となる。
  - 『本草綱目』 - 1578年に完成し1596年に出版された李時珍の本草書、1892種の薬物と8161種の薬法を収集、日本では1607年林羅山が入手したものを徳川家康に献上、貝原益軒の『大和本草』（1708年)や稲生若水の『庶物類纂』に影響を与える。
  - 『ケミカル・アブストラクツ』- 1907年から刊行、世界中の論文の抄録を収集。
- 人物
  - ハインリヒ・ビュルゲル - シーボルトの助手として1825年に来日、日本の動植物のヨーロッパへの紹介に功績があった。最初に来日したヨーロッパの薬剤師。
  - ウィリアム・ウィザリング - ジギタリス（ゴマノハグサ科）の臨床試験を行い、強心利尿剤としての薬効を発見した。実験薬理学のパイオニアとされる。
  - フリードリッヒ・ゼルチュルネル - 阿片からモルヒネの単離に成功した。生薬から有効成分を単離されたのは初めてのことである。
  - 長井長義 - 日本近代薬学の基礎を築く。
  - 真島利行 - 日本近代有機化学のパイオニア、ウルシオールを研究。
  - 星一 - モルヒネの製造をおこなう企業をおこす。政争にまきこまれ「星製薬事件」に巻き込まれる。科学者のパトロンとしてハーバーや野口英世を支援。

## 書誌情報
- 船山信次『毒と薬の世界史 ―ソクラテス、錬金術、ドーピング―』中央公論新社〈中公新書〉、2008年。ISBN 4121019741。